# Erkekjetter Silenoz
Erkekjetter Silenoz nome d'arte di Sven Atle Kopperud (Nannestad, 1977) è un chitarrista e cantante norvegese.
È il fondatore, insieme a Shagrath, della black metal band norvegese Dimmu Borgir.
Prima di entrare nella band, faceva parte dei Nocturnal Breed e dei Malefic.
Silenoz usa chitarre ESP e amplificatori Engl.